# 1801 год в науке
В 1801 году были различные научные и технологические события, некоторые из которых представлены ниже.

## События
- В России создано Вольное общество любителей словесности, наук и художеств.
- Жером Лаланд и его сотрудники из Парижской обсерватории опубликовали астрометрический каталог звёздного неба «Французская небесная история» (фр. Histoire Céleste Française).
- Жан-Батист Ламарк опубликовал труд «Система беспозвоночных животных» (фр. Système des animaux sans vertèbres) в Париже. Проделав серьёзную работу по классификации групп животных, он стал первым, кто описал беспозвоночных. Он также впервые отделил классы паукообразных и ракообразных от насекомых.
- Андре Мишо опубликовал «Историю дубов Северной Америки» (фр. Histoire des chênes de l'Amerique septentrionale).
- Рене-Жюст Аюи опубликовал «Трактат по минералогии» (фр. Traité de minéralogie).
- Карл Фридрих Гаусс опубликовал монографию по теории чисел «Арифметические исследования», ставшую на столетие базой дальнейшего развития этой науки.
- Ксавье Биша опубликовал труд «Генеральная анатомия» (фр. Anatomie générale).
- Филипп Пинель опубликовал труд «Медико-философский трактат о мании» (фр. Traité médico-philosophique sur l’aliénation mentale, ou la Manie), в котором представлен его просвещённый гуманный психологический подход к руководству психиатрической больницей.
- Антонио Скарпа опубликовал труд «Мудрые наблюдения и опыты по основным глазным болезням» (итал. Saggio di osservazioni e d'esperienze sulle principali malattie degli occhi), чем и заслужил себе звание «отец итальянской офтальмологии».
- Самуэль фон Зёммеринг опубликовал труд «Иллюстрации человеческого глаза» (нем. Abbildungen des menschlichen Auges), в том числе первое описание макулы в сетчатке человеческого глаза.

## Открытия
- 1 января — итальянским астрономом Джузеппе Пьяцци открыта Церера (ныне считается карликовой планетой, а в XIX-XX веках — первым астероидом).
- 11 июля — французский астроном Жан-Луи Понс открыл первую из своих 37 комет.
- 26 ноября — британский химик Чарльз Хэтчетт объявил Королевскому обществу об открытии химического элемента «колумбия» (переименован в 1950 году в ниобий).
- Испано-мексиканским учёным и натуралистом Андресом Мануэлем дель Рио, профессором минералогии из Мехико, открыт пластичный металл Ванадий.
- Джон Дальтон сформулировал Закон сложения парциальных давлений.
- Ультрафиолетовое излучение открыто Иоганном Риттером.
- Томас Юнг, введя «принцип суперпозиции», объяснил явление интерференции света.
- Шотландский инженер и политэконом Уильям Плейфэр опубликовал первую секторную диаграмму в круге и круговую диаграммы, чтобы показать отношения части и целого.

## Технологии
- В июле Эли Уитни продемонстрировал Конгрессу США преимущества системы из взаимозаменяемых деталей в производстве огнестрельного оружия.
- Французский инженер Жозеф Мари Жаккар создал ткацкий станок, управляемый перфокартами.[1]
- Первый железный (цепи) висячий мост построен Джеймсом Финли в Джейкобс Крик, округ Уэстморленд, штат Пенсильвания.
- Карлом Леопольдом Рёллигом (нем. Carl Leopold Röllig) из Вены изобретена ксенорфика (смычковый рояль), самый сложный инструмент этого рода, приводивший для каждой клавиши и струны в движение особый смычок.

## Награды
- Медаль Копли: Эстли Купер

## Родились
- 31 мая – Иоганн Георг Байтер, швейцарский филолог.
- 8 августа — Виктор Жакмон, французский путешественник, ботаник, геолог (ум. 1832).
- 24 сентября — Михаил Васильевич Острогра́дский, русский и украинский математик и механик (ум. в 1862).
- 22 ноября — Владимир Иванович Даль, русский писатель, врач, составитель «Толкового словаря живого великорусского языка» (ум. 1872).

## Скончались
- 14 января — Джордж Стонтон, английский ботаник и врач.
- 19 февраля — Иван Михайлович Штриттер, историк, академик Петербургской академии наук, хранитель московского архива коллегии иностранных дел.
- 17 мая — Уильям Хеберден, английский врач.
- 23 июля — Жан-Франсуа Вовилье, французско-русский филолог и историк-эллинист, академик Петербургской академии наук (1798).